# へその緒 (SOFFetの曲)
「へその緒」（へそのお）は、日本の音楽グループSOFFetの7枚目のシングルである。2005年6月8日発売。発売元はワーナーミュージック・ジャパン。

## 概要
- PV監督は宅野祐介。

## 収録曲
作詞・作曲：YoYo・GooF、編曲：YoYo
1. へその緒[4:51]
2. だらりぽっぽっぽ[4:14]
3. No Limit[4:13]
4. へその緒 (Instrumental)[4:51]
5. だらりぽっぽっぽ (Instrumental)[4:14]
6. No Limit (Instrumental)[4:14]

## 収録アルバム
- オリジナル『ココロフィルムノート』（2007年1月17日）
- ベスト『SOFFet BEST ALBUM -ALL SINGLES COLLECTION-』（2008年8月20日）
- オムニバス『いちばん大切なキミへ贈るうた 友達・家族へ』（2009年5月20日）

## タイアップ
- だらりぽっぽっぽ：フジテレビ「エンタ!見たもん勝ち」エンディングテーマ